# Секстет (Пуленк)
Секстет для флейты, гобоя, кларнета, валторны, фагота и фортепиано — камерное сочинение Франсиса Пуленка 1932 года, посвящённое историку Жоржу Саллю.